# Billendorfer Kultur

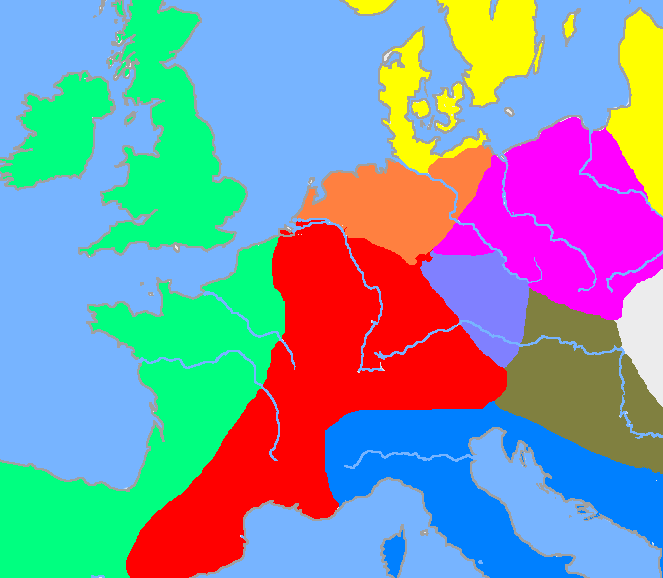
Vereinfachte Karte der zentraleuropäischen Kulturen um 1200 v. Chr., die Verbreitung der Lausitzer Kultur wie auch der Billendorfer Kultur ist violett dargestellt

Die früh-eisenzeitliche Billendorfer Kultur (frühere Bezeichnung auch Billendorfer Gruppe) war im 7. und 6. Jahrhundert v. Chr. im Wesentlichen zwischen der mittleren Elbe und der Oder verbreitet. Sie war Spätphase oder Nachfolger der bronzezeitlichen Lausitzer Kultur (etwa 1300 – 500 v. Chr.). Namengebender Fundort ist Billendorf, das historisch zur Niederlausitz gehört und heute den Ortsteil Białowice der Stadt Nowogród Bobrzański (Naumburg am Bober) im Süden der Woiwodschaft Lebus bildet.

## Geschichte
Billendorf war seit Grabungen des Berliner Pathologen Rudolf Virchow (1821–1902) als Urnengräberfeld der bronzezeitlichen Lausitzer Kultur bekannt. Virchow, der auch ein renommierter Archäologe war, definierte für das Gräberfeld einen neuen Typ der keramischen Urnen, den Billendorfer Typ. Den gleichen Typ fand er auch bei Grabungen auf Gräberfeldern in der Oberlausitz (Niethener Schanze), weitere Fundstücke waren an beiden Grabungsplätzen bronzene und eiserne Haarnadeln. Virchow stellte fest, dass in beiden Urnenfeldern verbrannte Leichen der frühen Eisenzeit beigesetzt wurden. 1938 wurde in Lebus eine Forschungsstelle des Museums für Vor- und Frühgeschichte zur Erforschung der mittleren Oderlandschaft gegründet, die archäologische Funde der Billendorfer Periode aus der Neumark archivierte und Grabungen durchführte.

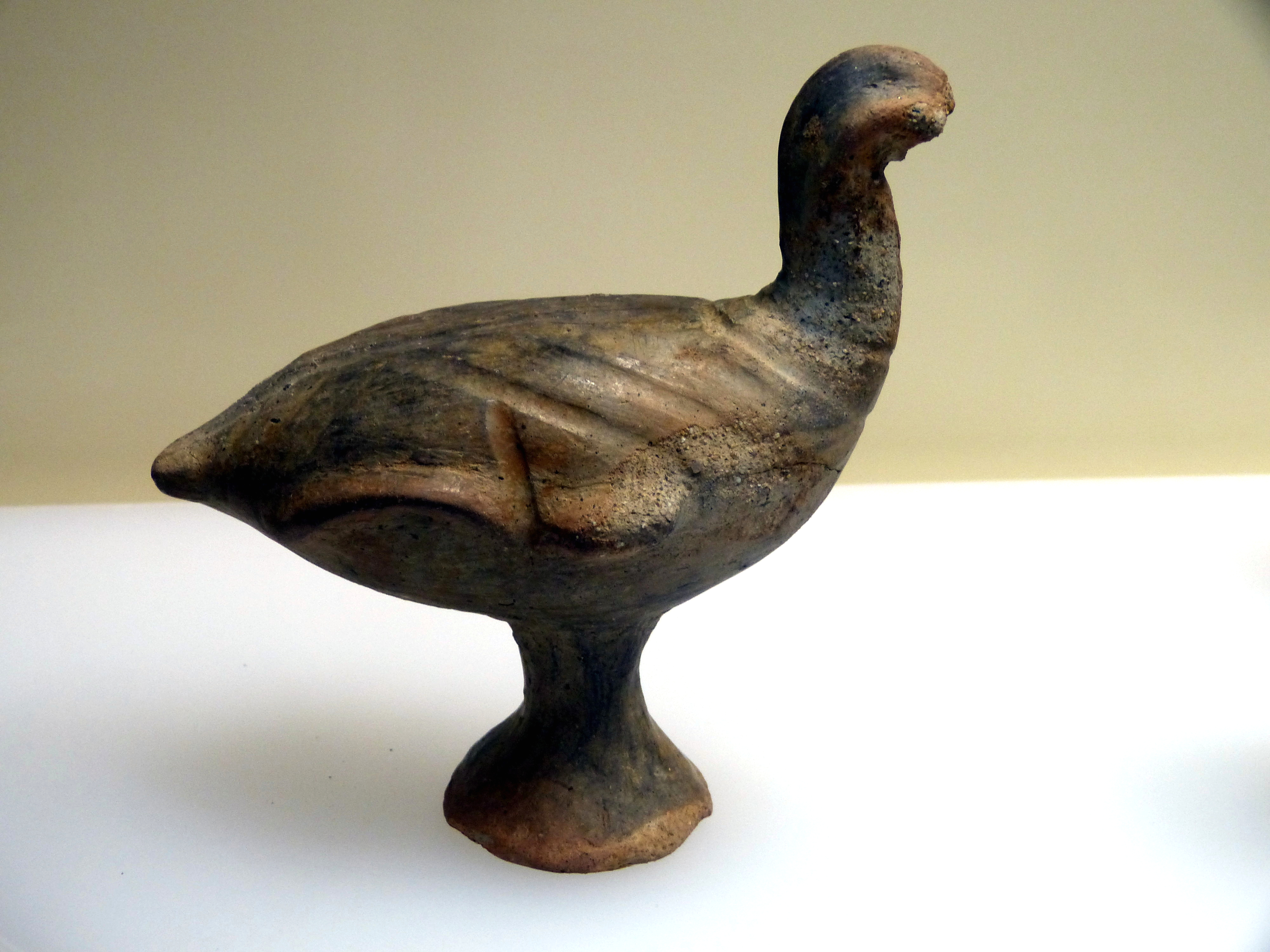
Vogelrassel der Billendorfer Kultur aus dem Gräberfeld bei Krieschow, Archäologisches Landesmuseum Brandenburg

Eine der größten und ältesten Fundstellen der Lausitzer Kultur liegt bei Bautzen mit mehr als 2000 entdeckten Urnengräbern des Billendorfer Typs. Die großen Urnengräberfelder, wie das bei Bautzen, lagen meist in der nahen Umgebung von Kultplätzen.
Im gesamten Siedlungsgebiet der Billendorfer Kultur wurden Burgwälle erbaut, stets an Gewässern und oft landschaftlich geschützt. Burgwälle aus dieser Zeit finden sich zwischen Elbe und Weichsel, vor allem in Niederschlesien, Spreewald sowie der Oberlausitz.
Der Billendorfer früheisenzeitlichen Periode folgte um 500 v. Chr. in den Gebieten westlich der unteren Elbe die Jastorfer Kultur und ihr Ableger, der Nienburger Typ. In den Gebieten östlich der Elbe sind später suebische Semnonen belegt, von denen Tacitus im ersten Jahrhundert n. Chr. berichtet. Sie verbrannten ihre Toten, begruben die Asche aber nicht in Urnen, sondern in Gräbern.

## Fundstätten
| - Aurith/Urad (Ort beidseits der Oder südlich von Frankfurt) - Göritz (heute Górzyca an der Oder nördlich von Frankfurt) - Billendorf (s. o., heute Białowice, zu Nowogród Bobrzański) - Scheibe, nördlich von Hoyerswerda - Niederkaina: Schafberg - Bautzen: Schützenplatz - Jeßnitz - Dresden-Stetzsch - Hügelgräberfeld „Schweinert“ - Liebersee, Landkreis Nordsachsen - Zentendorf, Gemeinde Neißeaue, nördlich Görlitz - Klein Düben (Jämlitz-Klein Düben/Landkreis Spree-Neiße) | - Bautzen: Alte Schanze - Bautzen: Lubasschanze - Bellwitz: Bielplatz - Biehla: Sumpfschanze - Blösa - Coblenz - Collmer Schanze - Coschütz: Heidenschanze - Dahren - Daranitz - Göda - Großhänchen: Alte Schanze - Kopschin - Kuckau - Lauske und Zschorna: zwei Burgwälle beidseits des Kotitzer Wassers - Lippitsch bei Radibor - Löbauer Berg - Luga - Neukirch/Lausitz: OT Niederneukirch - Niederwartha bei Dresden: Böhmerwall - Niethen - Ostro - Prietitz - Rötha: Groitzschenberg - Seitschen - Burgwall von Senftenberg - Spittwitz - Weißenberg: Schlackenwall auf dem Strohmberg |